# ظمر كديوت (المهرة)

تعديل مصدري - تعديل

ظمر كديوت هي إحدى قرى مديرية منعر التابعة لمحافظة المهرة، بلغ تعداد سكانها 6 نسمة حسب تعداد اليمن لعام 2004.